# SŽD-Baureihe СК
Die Lokomotiven der Baureihe СК (deutsche Transkription SK) der Sowjetischen Eisenbahnen (SŽD) sind breitspurige Elektrolokomotiven. Eine weitere Lokomotive hatte Baureihenbezeichnung СКУ. Alle Lokomotiven wurden zu СКМ (SKM) beziehungsweise СКУМ (SKUM) umgebaut.

## Baureihe СК (SK)
1935 standen für den elektrischen Bahnbetrieb in der Sowjetunion neben den ersten importierten Baureihen С (S) und СИ (SI) insbesondere die Baureihe СС11 (SS11; später als СС bezeichnet) und die ersten 40 Lokomotiven der Baureihe ВЛ19 (WL19) zur Verfügung. Im Vergleich der Baureihen СС und ВЛ19 erwies sich letztere als die bessere. Trotzdem hatte die Baureihe ВЛ19 einige Nachteile, insbesondere der Einbau einer Nutzbremse erwies sich als unmöglich. Eine solche war versuchsweise in ВЛ19-38 eingebaut worden, bewährte sich jedoch nicht.
Zur Vereinigung der Vorteile beider Baureihen wurde ein neuer Typ entworfen. In Anlehnung an die Baureihe ВЛ19 war zunächst die Bezeichnung ВЛ20 (WL20) vorgesehen. Zu Ehren des 1934 ermordeten Parteifunktionärs Sergei Kirow wurden jedoch schließlich dessen Initialen „СК“ (SK) als Baureihenbezeichnung gewählt. 1935 begannen im Moskauer Werk Dinamo die Entwicklungsarbeiten mit dem Ziel, eine Elektrolokomotive mit den Traktionseigenschaften der Baureihe ВЛ19 und Nutzbremse zu entwickeln.
Im Vergleich zu den Vorgängerbaureihen wurde der im Werk Kolomna erstellte Lokomotivaufbau neu konstruiert, wobei aber das mit der Baureihe С eingeführte charakteristische Erscheinungsbild mit Frontumlauf und Führerstandtür an der Front beibehalten wurde. Die dreiachsigen Drehgestelle der Baureihe СС11 wurden übernommen, der Raddurchmesser jedoch von 1,20 m auf 1,22 m vergrößert. Der Motorentyp ДПЭ-340 (DPE-340) wurde ebenfalls übernommen. Das Übersetzungsverhältnis blieb mit 3,74 gegenüber der ВЛ19 unverändert.
Anfang 1936 wurde СК-01 als erste Lokomotive der neuen Baureihe fertiggestellt. Sie wurde im Sommer 1936 zusammen mit СС11-02, ВЛ19-07 und ВЛ19-38 auf den Strecken Tiflis–Chaschuri (Teil der Bahnstrecke Poti–Baku) und Dsiruli–Marelissi–Lichi der Transkaukasischen Eisenbahn in der Georgischen SSR vergleichenden Versuchen unterzogen. Nachdem sich die СК-01 in diesen Tests bewährt hatte, wurde sie in den planmäßigen Dienst auf dem Suramipass zwischen Sestaponi und Chaschuri übernommen.
Erst 1938 wurden drei weitere Lokomotiven mit den Nummern СК-02 bis -04 gebaut. 1938 begann der Bau der verbesserten Baureihe ВЛ22, wodurch sich der Bau weiterer СК erübrigte. Die Baureihe СК bekam damit Prototypcharakter.
1942 wurde nach einem Brand bei СК-02 die Nutzbremse nicht mehr wiederhergestellt.

## Baureihe СКУ(SKU)
Bereits 1935 war beim Werk Dinamo mit der Entwicklung stärkerer Motoren begonnen worden. 1938 standen die ersten sechs Motoren des neuen Typs ДК-3А (DK-3A) mit einer Leistung von 445 Kilowatt zur Verfügung. Zur Erprobung dieses Motors wurde ein weiterer Lokomotiv-Prototyp gebaut und als СКУ-05 bezeichnet, wobei der Zusatz „У“ für „усиленный“ (verstärkt) steht. Das Übersetzungsverhältnis wurde auf 3,476 geändert, wodurch eine Höchstgeschwindigkeit von 92 km/h erreicht wurde. Die Erprobung dieses Prototyps erfolgte wiederum zwischen Tiflis und Chaschuri. Der neue Motor bewährte sich wegen unzureichender mechanischer Stabilität nicht, weswegen ein weiterer Bau unterblieb.

## Modernisierung zu СКМ (SKM) und СКУМ (SKUM)
Entsprechend den СС, die zu ССМ modernisiert wurden, wurden auch СК-01 bis -04 und СКУ-05 mit den Motoren des Typs ДПЭ-400А (DPE-400A) ausgerüstet, der auch in der Baureihe ВЛ22М verwendet wurde. Die Baureihenbezeichnung wurde auf СКМ (SKM) und СКУМ (SKUM) geändert. СКМ-01 bis -04 kamen zur Permskaja schelesnaja doroga, СКУМ-05 blieb bei der Transkaukasischen Eisenbahn.
Die СКМ wurden von 1972 bis 1978 ausgemustert, СКУМ-05 1973. СКМ-04 blieb im Eisenbahnmuseum Jekaterinburg erhalten.